# Садовое (Еврейская автономная область)
Садо́вое — село в Октябрьском районе Еврейской автономной области. Входит в состав Нагибовского сельского поселения.

## География
Село Садовое стоит на левом берегу реки Амур, на российско-китайской границе, в пограничной зоне, посещение только при наличии пропуска.
Расстояние до районного центра села Амурзет около 28 км; на запад, через Благословенное (стоит на автотрассе Бирофельд — Амурзет, около 6 км) и Пузино.
На восток от села Садовое идёт дорога к сёлам Нагибово и Доброе.

## История
Основано в 1929 году. В 1962 году указом Президиума Верховного Совета РСФСР посёлок первого отделения совхоза «Октябрьский» переименован в село Садовое.

## Население
| 1992 | 2002 | 2010 |
| ---- | ---- | ---- |
| 578  | ↘459 | ↘339 |

## Улицы
- ул. Комсомольская,
- ул. Молодёжная,
- ул. Полевая,
- ул. Совхозная,
- ул. Школьная.

## Экономика
Сельскохозяйственные предприятия Октябрьского района.